# Ichneumon macropus
Ichneumon macropus là một loài tò vò trong họ Ichneumonidae.